# Nyctixalus pictus
Nyctixalus pictus är en groddjursart som först beskrevs av Peters 1871.  Nyctixalus pictus ingår i släktet Nyctixalus och familjen trädgrodor. IUCN kategoriserar arten globalt som nära hotad. Inga underarter finns listade i Catalogue of Life.